# Željko Milinovič
Željko Milinovič (ur. 12 października 1969 w Lublanie) – słoweński piłkarz grający na pozycji obrońcy.
Był piłkarzem następujących klubów: ND Slovan (1991–1992), Olimpija Lublana (1992–1994), Železničar Lublana (1994–1995), NK Maribor (1995–1998), LASK Linz (1998–2000 I 2005 – 2006), Grazer AK (2000–2001), JEF United Ichihara Chiba (2001–2004) i Olimpija Bežigrad (2006–2008). Mistrzostwo Słowenii zdobywał pięciokrotnie: trzykrotnie z Olimpiją Lublana (1992, 1993, 1994) i dwukrotnie z Mariborem (1997, 1998).
Wraz z reprezentacją Słowenii wystąpił na Mistrzostwach Europy w Piłce Nożnej 2000 i Mistrzostwach Świata w Piłce Nożnej 2002. W kadrze zadebiutował 18 marca 1997 w wygranym 1:0 towarzyskim meczu z Austrią. Zarówno na Euro 2000, jak i na mistrzostwach świata był piłkarzem pierwszego składu. Na Euro zagrał w 3 meczach fazy grupowej: z Jugosławią (3:3), Hiszpanią (1:2) i Norwegią (0:0). Na mundialu również zagrał w 3 meczach fazy grupowej: z Hiszpanią (1:3), Południową Afryką (0:1) i Paragwajem (1:3). Mecz z Paragwajem był jego ostatnim meczem rozegranym w kadrze narodowej.